# Lechea depressa
Lechea depressa är en solvändeväxtart som beskrevs av Marcus Eugene Jones. Lechea depressa ingår i släktet Lechea och familjen solvändeväxter. Inga underarter finns listade i Catalogue of Life.